# División Uno de Kuwait
La División Uno de Kuwait es la segunda categoría del fútbol en Kuwait, se disputa desde 1965 y es organizada por la Federación de Fútbol de Kuwait.
Luego de finalizar la temporada, el equipo ubicado en el primer lugar asciende a la máxima categoría.

## Historia
El torneo se ha visto suspendido en varias oportunidades, la última por una ampliación debido a fusión de ambas divisiones, entre los años 2013 y 2016.
Los clubes más ganadores son el Al Yarmouk, el Khaitan y el Al Shabab con 6 títulos.

## Formato de competición
La división la han integrado en casi todas sus temporadas seis equipos. Cada equipo juega cuatro veces contra sus rivales, para un total de 20 partidos. Al finalizar el torneo, el campeón asciende directamente, mientras que el subcampeón juega una serie de repechaje con el penúltimo de la Liga Premier de Kuwait.

## Lista de campeones
- 1965-66: Khaitan SC
- 1966-67: Al Tadamun
- 1967-68: Yarmouk
- 1968-69: Kazma SC
- 1969-70: Fahaheel
- 1970-71: Khaitan SC
- 1971-72: Al-Salmiya SC
- 1972-73: Fahaheel
- 1973-74: Khaitan SC
- 1974-75: Al Shabab
- 1975-76: Fahaheel
- 1976-77: Al Salibikhaet
- 1977-78: Al Naser SC
- 1978-79: Fahaheel
- 1985-86: Al Tadamun
- 1986-87: Al Naser SC
- 1988-89: Al Jahra SC
- 1989-90: Fahaheel
- 1990-91: detenida debido a la Guerra del Golfo Pérsico
- 1992-93: Al Tadamun
- 1993-94: Khaitan SC
- 1995-96: Al-Sahel Sporting Club
- 1999-00 : Al-Arabi SC
- 2000-01 : Al-Sahel Sporting Club
- 2001-02 : Al Shabab
- 2002-03 : Al-Jahra Sporting Club
- 2006-07 : Al Naser
- 2007-08 : Al Shabab
- 2008-09 : Al Salibikhaet
- 2009-10 : Al-Sahel Sporting Club
- 2010-11 : Al Shabab
- 2011-12 : Al Salibikhaet
- 2012-13 : Fahaheel
- 2013-2016 detenida debido a la competición de todos los equipos en la Liga Premier VIVA de Kuwait
- 2016-17

## Temporada 2016-17
Para la temporada 2016-17, se estrenaran dos nuevos equipos en el contexto, para completar los seis equipos que formaran la división, debido a que la primera quedará con 10 equipos, y no los 8 habituales en temporadas anterioresː
- Al Tadamun
- Burgan SC[1]
- Al-Qurain SC
- Al Shabab
- Al Yarmouk
- Al Naser